# Галиёвка (Воронежская область)
Галиёвка — хутор в Богучарском районе Воронежской области, относится к Залиманскому сельскому поселению.

## География
Хутор находится на берегу реки Дон, с северо-востока, как от райцентра — города Богучар, так и административного центра сельского поселения — села Залиман, на высоте 61 м над уровнем моря. На противоположном берегу Дона — село Подколодновка, с которым хутор соединён мостом.

### Улицы
- ул. 1 Мая,
- ул. Донская,
- ул. Молодёжная,
- ул. Набережная,
- ул. Нагорная,
- ул. Охотничья,
- ул. Садовая,
- ул. Солнечная,
- ул. Школьная.

## Население
| 2000 | 2005 | 2010 |
| ---- | ---- | ---- |
| 652  | ↘614 | ↘603 |

## История
Хутор Галиёвка — назван по первому поселенцу, которым был Богучарский казак по фамилии Галлиев, поселевшийся здесь, на берегу Дона, в середине XVIII века. Хутор отмечен на карте Воронежского наместничества 1780 года. В 1929 году на хуторе Галиёвка был создан колхоз имени ОГПУ, первым председателем был Звозников Я. Т. В 1959—1960 годы колхозы им. Малаховского, им. «III Интернационала», им. ОГПУ и им. Кагановича, были укрупнены в один колхоз им. Калинина.

## Инфраструктура
На хуторе есть клуб, библиотека, магазины, отделение связи ФГУП «Почта России», фельдшерский пункт и школа.